# Stefania Rocca

Stefania Rocca (2008)

Stefania Rocca (* 24. April 1971 in Turin) ist eine italienische Schauspielerin.

## Leben und Wirken
Die Tochter eines Fiat-Funktionärs und einer Modedesignerin wurde 1971 in Turin geboren, wo sie auch aufwuchs. Rocca studierte Tanz, Klavier und Gesang am Teatro Stabile in ihrer Heimatstadt und ging 1989 nach Mailand, wo sie als Fotomodell arbeitete, um sich Schauspielunterricht zu finanzieren. Ihre späteren Mentoren waren unter anderem Beatrice Bracco, Dominique Defazio und später Susan Strasberg am New Yorker Actors Studio. 1993 zog Rocca nach Rom, wo sie ein Stipendium des renommierten Centro Sperimentale di Cinematografia erhielt und ein Jahr später als Schauspielerin im Kurzfilm Effetto (1994) debütierte. Im Actionfilm Palermo Milano – Flucht vor der Mafia (1995) spielte sie an der Seite von Giancarlo Giannini. Im Filmdrama Mut zur Liebe (1996) übernahm sie eine der größeren Rollen, im SF-Actionfilm Nirvana – Jagd im Cyberspace (1997) spielte sie eine größere Rolle an der Seite von Christopher Lambert. In der Romanverfilmung Der talentierte Mr. Ripley (1999) trat sie neben Matt Damon, Gwyneth Paltrow und Jude Law auf. Im Thriller Heaven (2002) von Tom Tykwer war sie an der Seite von Cate Blanchett und Giovanni Ribisi in einer größeren Rolle zu sehen.
Die Komödie Casomai – Trauen wir uns?! (2002), in der Rocca eine der Hauptrollen spielte, brachte ihr 2002 eine Nominierung für den Nastro d’Argento des Sindacato Nazionale Giornalisti Cinematografici Italiani und 2003 eine Nominierung für den David di Donatello. Die zweite Nastro-Nominierung erhielt sie 2004 für eine Nebenrolle im Filmdrama La vita come viene (2003); ihre Rolle in Cristina Comencinis Oscar-nominierten Filmdrama La bestia nel cuore (2005) brachte ihr 2006 die erneute Nominierung für den David di Donatello ein. Im Filmdrama Mary (2005) von Abel Ferrara spielte sie eine größere Rolle an der Seite von Juliette Binoche, Forest Whitaker und Matthew Modine.
Rocca wurde im Oktober 2007 Mutter einer Tochter, die aus der Beziehung mit dem Geschäftsmann Carlo Capasa stammt.

## Filmografie (Auswahl)
- 1994: Cops (Poliziotti)
- 1995: Palermo Milano – Flucht vor der Mafia (Palermo Milano solo andata)
- 1996: Mut zur Liebe (Correre contro)
- 1997: Nirvana – Jagd im Cyberspace (Nirvana)
- 1997: Inside/Out
- 1997: Die Bibel – Salomon (Solomon)
- 1998: Liebh@ber gesucht (Viol@)
- 1999: Der talentierte Mr. Ripley (The Talented Mr. Ripley)
- 1999: Die Bibel – Jesus (Jesus) (Fernsehfilm)
- 2000: Verlorene Liebesmüh’ (Love's Labour's Lost)
- 2001: Bernadette von Lourdes (Lourdes)
- 2001: Hotel
- 2001: Die Auferstehung (Resurrezione)
- 2002: Heaven
- 2002: Dracula
- 2002: Casomai – Trauen wir uns?! (Casomai)
- 2003: La vita come viene
- 2004: Stauffenberg
- 2004: The Card Player – Tödliche Pokerspiele (Il cartaio)
- 2005: La bestia nel cuore
- 2005: Mary
- 2005: Die drei Musketiere (D'Artagnan et les trois mousquetaires)
- 2006: Commediasexi
- 2007: Le Candidat
- 2007: Ein freier Mann (Candidat libre)
- 2007: Voce del verbo amore
- 2007: Go Go Tales
- 2009: Bakhita
- 2010: A Woman – Zwischen Liebe und Obsession (A Woman)
- 2011: Edda Ciano e il comunista
- 2011: L’Envahisseur
- 2011: L’amore fa male
- 2012: Die kleine Lady
- 2013: Il terzo tempo
- 2013: Adriano Olivetti – La forza di un sogno, Fernsehfilm
- 2014: Scusate se esisto!
- 2014: Un matrimonio da favola
- 2015: One More Day
- 2016: Abbraccialo per me
- 2016: Non si ruba a casa dei ladri
- 2016: L’amore rubato
- 2016: Calcolo infinitesimale
- 2017: Hochzeit in Rom, Fernsehfilm
- 2017: Mamma o papà?
- 2018: Sono Tornato
- 2020: Cops – Una banda di poliziotti
- 2021: Dietro la notte
- 2022: L’uomo che disegnò Dio
- 2023: Milarepa
- 2023: La primavera della mia vita
- 2023: Vita da Carlo (Fernsehserie, 7 Episoden)
- 2023: Anima Gemella (Fernsehserie, 8 Episoden)